# Ilybius
Ilybius es un género de coleópteros adéfagos de la familia Dytiscidae.
Originario del Paleártico, incluyendo (Europa), el Cercano Oriente, Neártico y África del norte. Hay 70 especies.

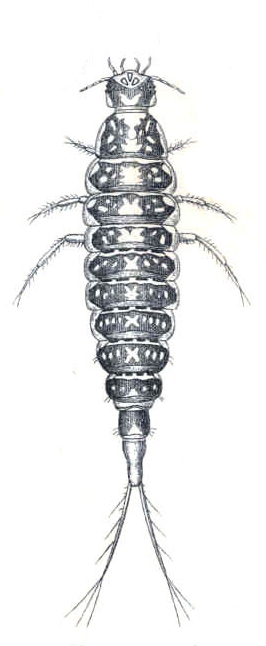
Ilybius fenestratus, larva

## Especies
- Ilybius aenescens Thomson, 1870
- Ilybius albarracinensis (Fery, 1986)
- Ilybius angustior (Gyllenhal, 1808)
- Ilybius anjarum Nilsson, 1999
- Ilybius apicalis Sharp, 1873
- Ilybius ater (De Geer, 1774)
- Ilybius austrodiscors (Larson, 1996)
- Ilybius balkei (Fery & Nilsson, 1993)
- Ilybius bedeli (Zaitzev, 1908)
- Ilybius biguttulus (Germar, 1824)
- Ilybius boryslavicus Lomnicki, 1894
- Ilybius chalconatus (Panzer, 1796)
- Ilybius chishimanus Kôno, 1944
- Ilybius churchillensis Wallis, 1939
- Ilybius cinctus Sharp, 1878
- Ilybius confertus (LeConte, 1861)
- Ilybius confusus Aubé, 1838
- Ilybius crassus Thomson, 1856
- Ilybius dettneri (Fery, 1986)
- Ilybius discedens Sharp, 1882
- Ilybius discors (LeConte, 1861)
- Ilybius erichsoni (Gemminger & Harold, 1868)
- Ilybius euryomus (Larson, 1996)
- Ilybius fenestratus (Fabricius, 1781)
- Ilybius fraterculus LeConte, 1862
- Ilybius fuliginosus (Fabricius, 1792)
- Ilybius gagates (Aubé, 1838)
- Ilybius guttiger (Gyllenhal, 1808)
- Ilybius hozgargantae (Burmeister, 1983)
- Ilybius hulae (Wewalka, 1984)
- Ilybius hypomelas (Mannerheim, 1843)
- Ilybius ignarus (LeConte, 1862)
- Ilybius incarinatus Zimmermann, 1928
- Ilybius jaechi (Fery & Nilsson, 1993)
- Ilybius jimzim (Larson, 1996)
- Ilybius lagabrunensis (Schizzerotto & Fery, 1990)
- Ilybius larsoni (Fery & Nilsson, 1993)
- Ilybius lateralis (Gebler, 1832)
- Ilybius lenensis Nilsson, 2000
- Ilybius lenkoranensis (Fery & Nilsson, 1993)
- Ilybius lineellus (LeConte, 1861)
- Ilybius meridionalis Aubé, 1837
- Ilybius montanus (Stephens, 1828)
- Ilybius nakanei Nilsson, 1994
- Ilybius neglectus (Erichson, 1837)
- Ilybius oblitus Sharp, 1882
- Ilybius obtusus Sharp, 1882
- Ilybius opacus (Aubé, 1837)
- Ilybius ovalis Gschwendtner, 1934
- Ilybius pederzanii (Fery & Nilsson, 1993)
- Ilybius picipes (Kirby, 1837)
- Ilybius pleuriticus LeConte, 1850
- Ilybius poppiusi Zaitzev, 1907
- Ilybius pseudoneglectus (Franciscolo, 1972)
- Ilybius quadriguttatus (Lacordaire, 1835)
- Ilybius quadrimaculatus Aubé, 1838
- Ilybius samokovi (Fery & Nilsson, 1993)
- Ilybius satunini (Zaitzev, 1913)
- Ilybius similis Thomson, 1856
- Ilybius subaeneus Erichson, 1837
- Ilybius subtilis (Erichson, 1837)
- Ilybius thynias Fery & Przewozny, 2011
- Ilybius vancouverensis (Leech, 1937)
- Ilybius vandykei (Leech, 1942)
- Ilybius verisimilis (Brown, 1932)
- Ilybius vittiger (Gyllenhal, 1827)
- Ilybius walsinghami (Crotch, 1873)
- Ilybius wasastjernae (C.R.Sahlberg, 1824)
- Ilybius wewalkai (Fery & Nilsson, 1993)